# یاوان اسنپ
یاوان اسنپ (انگلیسی: Ioan Snep؛ زادهٔ ۱۲ july ۱۹۶۶ (۵۸ سال)) ورزشکار روئینگ اهل رومانی است.
وی در مسابقات کشوری و بین‌المللی در مجموع برندهٔ ۳ مدال نقره شده‌است.